# Sběrnice

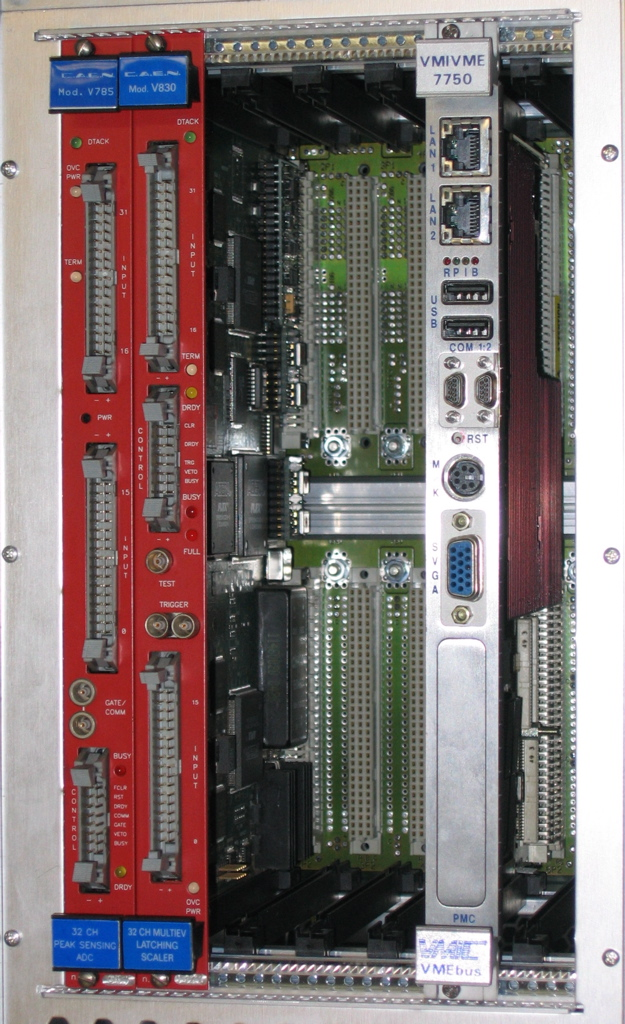
Sběrnice VME

Sběrnice je skupina signálových vodičů, kterou lze rozdělit na skupiny řídicích, adresových a datových vodičů v případě paralelní sběrnice nebo sdílení dat a řízení na společném vodiči (nebo vodičích) u sériových sběrnic. Sběrnice má za účel zajistit přenos dat a řídicích povelů mezi dvěma a více elektronickými zařízeními. Přenos dat na sběrnici se řídí stanoveným protokolem.
V případě modulární architektury elektronického zařízení nebo počítače je sběrnice po mechanické stránce vybavena konektory uzpůsobenými pro připojení modulů.
Počítačová sběrnice byla součástí většiny elektronických počítačů, v nichž sloužila k propojení jednotlivých částí – procesoru, paměti a vstupně/výstupních zařízení. V moderních počítačích však začala sběrnice představovat překážku zvyšování výkonnosti. Proto se přibližně od roku 2000 nahrazuje dvoubodovými spoji – příkladem je „sběrnice“ PCI-Express.

## Příklady nejčastěji vyskytujících se standardů sběrnic
- ISA – starší typ pasivní sběrnice, šířka 8 nebo 16 bitů, přenosová rychlost < 8 MB/s
- PCI – novější typ „inteligentní“ sběrnice, šířka 32 nebo 64 bitů, burst režim, přenosová rychlost < 130 MB/s (260 MB/s)
- AGP – jednoúčelová sběrnice určená pro připojení grafického rozhraní (karty) k systému, přenosová rychlost 260 MB/s – 2 GB/s
- PCI-X – zpětně kompatibilní rozšíření sběrnice PCI
- PCI-Express (PCIe) – nová sériová implementace sběrnice PCI
- USB – sériová polyfunkční sběrnice, 2 diferenciální datové vodiče + 2 napájecí vodiče 5 V/500 mA, široké použití, verze 1.1 přenosová rychlost 12 Mb/s (~1,43 MB/s), 2.0 přenosová rychlost 480 Mb/s (~57 MB/s), 3.0 přenosová rychlost 4800 Mb/s (~572 MB/s)
- FireWire – sériová polyfunkční sběrnice, široké použití, 50 MB/s
- RS-485 – sériová průmyslová sběrnice, (někdy jako proudová smyčka), do prostor s vysokým elektromagnetickým rušením
- I²C – sériová sběrnice, < 100 kb/s, adresace 128 zařízení, komunikace a řízení v elektronických zařízení

## Porovnání rychlostí počítačových sběrnic
| Sběrnice                              | bit/s           | B/s          |
| ------------------------------------- | --------------- | ------------ |
| ISA 8bit/4.77 MHz                     | 9.6 Mbit/s      | 1,2 MB/s     |
| Zorro II 16bit/7.14 MHz               | 28.56 Mbit/s    | 3.90 MB/s    |
| ISA 16bit/8.33 MHz                    | 42.4 Mbit/s     | 5.3 MB/s     |
| Low Pin Count                         | 133.33 Mbit/s   | 16.67 MB/s   |
| HP-Precision Bus                      | 184 Mbit/s      | 23 MB/s      |
| EISA 8-16-32bits/8.33 MHz             | 320 Mbit/s      | 40 MB/s      |
| VME64 32-64bits                       | 400 Mbit/s      | 50 MB/s      |
| NuBus 10MHz                           | 400 Mbit/s      | 50 MB/s      |
| DEC TURBOchannel 32bit/12.5 MHz       | 400 Mbit/s      | 50 MB/s      |
| MCA 16-32bits/10 MHz                  | 660 Mbit/s      | 66 MB/s      |
| NuBus90 20MHz                         | 800 Mbit/s      | 82.5 MB/s    |
| Sbus 32bit/25 MHz                     | 800 Mbit/s      | 100 MB/s     |
| DEC TURBOchannel 32bit/25 MHz         | 800 Mbit/s      | 100 MB/s     |
| VESA Local Bus (VL-Bus) 32bit/66 MHz  | až 1.056 Gbit/s | 128-132 MB/s |
| PCI 32bit/33 MHz                      | 1.06666 Gbit/s  | 133.33 MB/s  |
| HP GSC-1X                             | 1.11 Gbit/s     | 142 MB/s     |
| Sbus 64bit/25 MHz                     | 1.6 Gbit/s      | 136.53 MB/s  |
| PCI-Express (x1 link)                 | 2.5 Gbit/s      | 320 MB/s     |
| HP GSC-2X                             | 2 Gbit/s        | 256 MB/s     |
| PCI 64bit/33 MHz                      | 2.13333 Gbit/s  | 273.07 MB/s  |
| PCI 32bit/66 MHz                      | 2.13333 Gbit/s  | 273.07 MB/s  |
| AGP 1x                                | 2.13333 Gbit/s  | 273.07 MB/s  |
| AGP 2x                                | 4.26666 Gbit/s  | 546.13 MB/s  |
| PCI 64bit/66 MHz                      | 4.26666 Gbit/s  | 546.13 MB/s  |
| PCI-X DDR 16bit                       | 4.26666 Gbit/s  | 546.13 MB/s  |
| PCI-Express 2.0 (x1 link)             | 5 Gbit/s        | 640 MB/s     |
| PCI 64bit/100 MHz                     | 6.39999 Gbit/s  | 812.2 MB/s   |
| PCI-Express (x4 link)                 | 10 Gbit/s       | 1.25 GB/s    |
| AGP 4x                                | 8.53333 Gbit/s  | 1,06666 GB/s |
| PCI-X 133                             | 8,53333 Gbit/s  | 1.06666 GB/s |
| PCI-X QDR 16bit                       | 8,53333 Gbit/s  | 1,06666 GB/s |
| InfiniBand single 4X                  | 10 Gbit/s       | 1,25 GB/s    |
| PCI-Express 2.0 (x4 link)             | 10 Gbit/s       | 1,25 GB/s    |
| UPA                                   | 15,36 Gbit/s    | 1,92 GB/s    |
| PCI-Express (x8 link)                 | 16 Gbit/s       | 2 GB/s       |
| AGP 8x                                | 17,066 Gbit/s   | 2,133 GB/s   |
| PCI-X DDR                             | 17,066 Gbit/s   | 2,133 GB/s   |
| HyperTransport 1.x (800 MHz, 16-pair) | 25,6 Gbit/s     | 3,2 GB/s     |
| PCI-Express 2.0 (x8 link)             | 32 Gbit/s       | 4,0 GB/s     |
| PCI-Express (x16 link)                | 32 Gbit/s       | 4 GB/s       |
| HyperTransport (1 GHz, 16-pair)       | 32 Gbit/s       | 4 GB/s       |
| PCI-X QDR                             | 34,133 Gbit/s   | 4,266 GB/s   |
| AGP 8x 64bit                          | 34,133 Gbit/s   | 4,266 GB/s   |
| PCI-Express (x32 link)                | 64 Gbit/s       | 8 GB/s       |
| PCI-Express 2.0 (x16 link)            | 64 Gbit/s       | 8 GB/s       |
| PCI-Express 3.0 (x16 link)            | 102,4 Gbit/s    | 12,8 GB/s    |
| PCI-Express 2.0 (x32 link)            | 128 Gbit/s      | 16 GB/s      |
| QPI (4,8 GT/s, 2,4 GHz)               | 153,6 Gbit/s    | 19,2 GB/s    |
| HyperTransport 2.0 (1,4 GHz, 32-pair) | 179,2 Gbit/s    | 22,4 GB/s    |
| QPI (5,86 GT/s, 2,93 GHz)             | 187,52 Gbit/s   | 23,44 GB/s   |
| PCI-Express 3.0 (x32 link)            | 204,8 Gbit/s    | 25,6 GB/s    |
| QPI (6,40 GT/s, 3,20 GHz)             | 204,8 Gbit/s    | 25,6 GB/s    |
| PCI-Express 4.0 (x16 link)            | 252 Gbit/s      | 31,5 GB/s    |
| HyperTransport 3.0 (2.6 GHz, 32-pair) | 332,8 Gbit/s    | 41,6 GB/s    |
| HyperTransport 3.1 (3,2 GHz, 32-pair) | 409,6 Gbit/s    | 51,2 GB/s    |

## Počítačové sběrnice (úložiště dat, záznamová zařízení)
| Sběrnice                              | bit/s        | B/s         |
| ------------------------------------- | ------------ | ----------- |
| PIO Mode 0                            | 26.4 Mbit/s  | 3.3 MB/s    |
| SCSI 1 (5 MHz)                        | 40 Mbit/s    | 5 MB/s      |
| PIO Mode 1                            | 41.6 Mbit/s  | 5.2 MB/s    |
| PIO Mode 2                            | 66.4 Mbit/s  | 8.3 MB/s    |
| Fast SCSI 2 (8 bits/10 MHz)           | 80 Mbit/s    | 10 MB/s     |
| PIO Mode 3                            | 88.8 Mbit/s  | 11.1 MB/s   |
| PIO Mode 4                            | 133.3 Mbit/s | 16.7 MB/s   |
| Fast Wide SCSI 2 (16 bits/10 MHz)     | 160 Mbit/s   | 20 MB/s     |
| Ultra DMA ATA 33                      | 264 Mbit/s   | 33 MB/s     |
| Ultra Wide SCSI 40 (16 bits/20 MHz)   | 320 Mbit/s   | 40 MB/s     |
| Ultra DMA ATA 66                      | 528 Mbit/s   | 66 MB/s     |
| Ultra-2 wide SCSI 80 (16 bits/40 MHz) | 640 Mbit/s   | 80 MB/s     |
| Serial Storage Architecture SSA       | 640 Mbit/s   | 80 MB/s     |
| Ultra DMA ATA 100                     | 800 Mbit/s   | 100 MB/s    |
| Fibre Channel 1GFC (1.0625 GHz)       | 850 Mbit/s   | 106.25 MB/s |
| Ultra DMA ATA 133                     | 1.064 Gbit/s | 133 MB/s    |
| Serial ATA (SATA-150)                 | 1.2 Gbit/s   | 150 MB/s    |
| Ultra-3 SCSI 160 (16 bits/40 MHz DDR) | 1.28 Gbit/s  | 160 MB/s    |
| Fibre Channel 2GFC (2.125 GHz)        | 1.7 Gbit/s   | 212.5 MB/s  |
| Serial ATA (SATA-300)                 | 2.4 Gbit/s   | 300 MB/s    |
| Serial Attached SCSI (SATA II)        | 3 Gbit/s     | 300 MB/s    |
| Ultra-320 SCSI (16 bits/80 MHz DDR)   | 2.56 Gbit/s  | 320 MB/s    |
| Fibre Channel 4GFC (4.25 GHz)         | 3.4 Gbit/s   | 425 MB/s    |
| Serial Attached SCSI 2 (SATA III)     | 6 Gbit/s     | 600 MB/s    |
| Ultra-640 SCSI (16 bits/160 MHz DDR)  | 5.12 Gbit/s  | 640 MB/s    |
| Note that, and                        |              |             |

## Počítačové sběrnice (externí)
| Sběrnice                                 | bit/s           | B/s          |
| ---------------------------------------- | --------------- | ------------ |
| Apple Desktop Bus                        | 10 kbit/s       | 1.25 kB/s    |
| MIDI                                     | 31 250 bit/s    | 3.9 kB/s     |
| Serial RS-232 max                        | 230.4 kbit/s    | 28.8 kB/s    |
| Parallel (Centronics) CPP ~133 kHz       | 1 Mbit/s        | 133 kB/s     |
| USB Low Speed (USB 1.0)                  | 1.536 Mbit/s    | 192 kB/s     |
| Serial RS-422 max                        | 10 Mbit/s       | 1.25 MB/s    |
| USB Full Speed (USB 1.1)                 | 12 Mbit/s       | 1.5 MB/s     |
| Parallel (Centronics) EPP 2MHz           | 16 Mbit/s       | 2 MB/s       |
| FireWire (IEEE 1394) 100                 | 98.304 Mbit/s   | 12.288 MB/s  |
| FireWire (IEEE 1394) 200                 | 196.608 Mbit/s  | 24.576 MB/s  |
| FireWire (IEEE 1394) 400                 | 393.216 Mbit/s  | 49.152 MB/s  |
| USB Hi-Speed (USB 2.0)                   | 480 Mbit/s      | 60 MB/s      |
| FireWire (IEEE 1394b) 800                | 786.432 Mbit/s  | 98.304 MB/s  |
| FireWire (IEEE 1394b) 1600               | 1.572864 Gbit/s | 196.608 MB/s |
| Cameralink base 24bit 85MHz              | 2.04 Gbit/s     | 261.12 MB/s  |
| FireWire (IEEE 1394b) 3200               | 3.145728 Gbit/s | 393.216 MB/s |
| USB Super Speed (USB 3.0, USB 3.1 gen 1) | 4,46875 Gbit/s  | ~572 MB/s    |
| Thunderbolt                              | '               |              |

## Počítačové sběrnice (Macintosh, MAC to PHY)
| Sběrnice         | bit/s       | B/s         |
| ---------------- | ----------- | ----------- |
| XAUI (4 Lanes)   | 12.5 Gbit/s | 1,5625 GB/s |
| XGMII (32 Lanes) | 10.0 Gbit/s | 1,25 GB/s   |